# 水谷昭夫
水谷 昭夫（みずたに あきお、1928年8月28日 - 1988年12月2日）は、日本近代文学研究者。大阪府大阪市生まれ。キリスト教の観点から日本近代文学を論じた。

## 略歴
- 1948年 - 大阪経済専門学校を卒業。
- 1950年 - 関西学院大学日本文学科を卒業。
- 1957年 - 同大学院博士課程の単位を取得。
- 1958年 - 同専任講師に就任。
- 1960年 - 受洗。
- 1962年 - 同助教授に就任。
- 1964年 - 「近代日本文芸史の構成 その本質と展開」で同大学文学博士を取得。
- 1970年 - 同大学教授に就任。
- 1988年 - 60歳で脳出血のため急逝。没後名誉教授の称号を贈られる。

## 著書
- 『近代日本文芸史の構成』桜楓社　1968
- 『死と愛の季節 現代日本文芸の実存的諸問題』ヨルダン社　1974
- 『漱石文芸の世界』桜楓社　1974
- 『永遠なるものとの対話 近代日本文芸の実存的諸問題』新教出版社　1983
- 『文藝學の諸問題』ルネス社　1983
- 『山本周五郎の生涯 たゆまざるものの如く』人文書院　1984
- 『燃える花なれど 三浦綾子の生涯と文芸』新教出版社　1986
- 『福永武彦巡礼 風のゆくえ』新教出版社　1989
- 『三浦綾子-愛と祈りの文芸』主婦の友社　1989
- 『イエスの生涯 いま始まった』新教出版社　1991
- 『水谷昭夫著作選集』全3巻　新教出版社　 
第1巻：近代文芸とキリスト教　1998
第2巻：漱石の原風景　1997
第3巻：漱石文芸の世界　1997
別巻：山本周五郎の世界　1998
- 『おしゃれペンギン救済委員会』水谷喜美子　2000

### 翻訳
- チャールス P.モントフォード『ドリームタイム』サンリオ　1980

## 参考
- 『水谷昭夫著作選集』第1巻附載の年譜